# Azienda ospedaliero-universitaria consorziale policlinico di Bari
Azienda ospedaliero-universitaria consorziale policlinico di Bari, anche nota come Policlinico di Bari - Ospedale Giovanni XXIII, è un'azienda ospedaliera istituita il 1º maggio 1996.
È formato da due strutture, il policlinico vero e proprio, sito nel quartiere Picone, e l'ospedale pediatrico "Giovanni XXIII", integrato il 1º gennaio 2005. È sede della facoltà di Medicina e Chirurgia dell'Università degli Studi di Bari.

## Storia
Nel 1936 iniziano i lavori di costruzione dell'ospedale, ma la seconda guerra mondiale fece da ostacolo ai lavori e decisivo fu il bombardamento del porto di Bari del 2 dicembre 1943, da parte dell'aviazione tedesca.
In quel periodo l'ospedale fu sede del 98° British General Hospital, a disposizione delle forze alleate nel sud Italia, in grado di ospitare tra i 1200 e i 2000 posti letto per i degenti.
Il dopoguerra fu dedicato alla ricostruzione della città e alla rinascita del Policlinico, con il trasferimento di molti docenti universitari e medici.
Dal 1996 è una struttura pubblica autonoma con sede della ex facoltà di medicina e chirurgia, attualmente scuola di medicina dell'Università degli Studi di Bari.

## Descrizione
La struttura è suddivisa in diversi padiglioni, e secondo diverse unità operative:
1. Direzione Generale, Direzione Sanitaria e di Presidio, Affari Generali, Controllo di Gestione, Direzione Area del Patrimonio, Direzione ed Uffici, Area del Personale, Servizio Sociale, Ufficio Cartelle Cliniche, Ufficio Legale, Ufficio Prestazione Ambulatoriali, Cassa e CUP, Ufficio Statistico ed Epidemiologico
2. URP e Punto Informazioni, Ufficio Accettazione Malati e SDO, Ufficio posta/Centralino Telefonico, Bar
3. Allergologia e Immunologia Clinica, Cardiologia Universitaria, Ematologia 1, Ematologia 2, Endocrinologia e Malattie metaboliche, Gastroenterologia Universitaria, Geriatria e Gerontologia, Medicina Interna Universitaria "C.Frugoni", Medicina Interna Universitaria "A.Murri", Reumatologia Universitaria
4. Medicina Interna Universitaria "G.Baccelli", Medicina Interna Universitaria "M.Bufano"
5. Facoltà di Medicina, Aula Magna "G.De Benedictis"
6. Ortopedia e Traumatologia 1, Ortopedia e Traumatologia 2, Ortopedia e Traumatologia 3
7. Anestesia e Rianimazione 3, Chirurgia Generale Ospedaliera "N.Baletrazzi", Chirurgia Generale Ospedaliera "R.Redi", Chirurgia Generale Universitaria "C.Righetti", Chirurgia Plastica Ricostruttiva Ospedaliera, Medicina del Lavoro Ospedaliera, Medicina Interna Ospedaliera "L.Ferrannini", Medicina Trasfusionale, Radiodiagnostica Ospedaliera 1, Radiodiagnostica Ospedaliera 2 (Indirizzo Senologico), Urologia Ospedaliera
8. Dermatologia e Venereologia 1, Dermatologia e Venereologia 2, Patologia Clinica 2 (Tipizzazione Tissutale)
9. Gastroenterologia Ospedaliera, Medicina Interna Ospedaliera "N.Pende"
10. Anatomia Patologica 1, Anatomia Patologica 2, Medicina Legale Universitaria
11. Otorinolaringologia 3, Obitorio, Cappella
12. Semeiotica Medica
13. Cardiologia Ospedaliera
14. Oculista 1, Oculista 2
15. Neonatologia e Terapia Intensiva Neonatale, Pediatria 1 "S.Maggiore", Pediatria 2 "F.Vecchio", Pediatria 3 "B.Trambusti"
16. Igiene, Epidemiologia e Sanità Pubblica 2 (Servizio di Microbiologia), Medicina Legale Ospedaliera, Medicina Nucleare, Ostetricia e Ginecologia 1, Ostetricia e Ginecologia 2, Ostetricia e Ginecologia 3, Ostetricia e Ginecologia 4
17. Chirurgia Generale Universitaria "V.Bonomo", Chirurgia Generale Universitaria "G.Marinaccio", Chirurgia Generale Universitaria "V.Oliva", Chirurgia Pediatrica, Chirurgia Plastica Ricostruttiva Universitaria, Chirurgia Vascolare, Odontoiatria, Otorinolaringoiatria 1, Otorinolaringoiatria 2
18. Radiodiagnostica Universitaria
19. Cardiochirurgia, Chirurgia generale Universitaria "A.De Blasi", Chirurgia Generale Universitaria "F.Paccione", Chirurgia Toracica, Neurochirurgia, Urologia Universitaria 1, Urologia Universitaria 2
20. 118, Centrale Operativa, Cardiologia Riabilitativa e di Urgenza, Coordinamento Regionale Trapianti, Pronto Soccorso
21. Medicina Fisica e Riabilitazione Neurofisiopatologia, Neurologia Ospedaliera, Neurologia Universitaria 1, Neurologia Universitaria 2, Neuroradiologia
22. Igiene, Epidemiologia e Sanità Pubblica 1
23. Malattie Apparato Respiratorio Ospedaliera 1, Malattie Apparato Respiratorio Ospedaliera 2, Malattie Appartato Respiratorio Università, Medicina dello Sport, Banca
24. Reumatologia Ospedaliera
25. Psichiatria 1, Psichiatria 2
26. Alloggio Padri Cappellani, Alloggio Suore, Associazione di Volontariato, Scuola Convitto, Ufficio Qualità
27. Anestesia e Rianimazione 1, Anestesia e Rianimazione 2
28. Nuovo centro Chirurgico e dell'Emergenza "Asclepios"
29. Istituti Biologici
30. Nefrologia 1, Nefrologia 2 (Dialisi e Trapianti)
31. Farmacia, Nutrizione Clinica e Dietetica, Patologia Clinica 1 (Diagnostica di laboratorio), Area del Patrimonio, Asilo Nido, Cucina Centrale, Gestione Finanziaria, Ufficio Rilevazione Presenze, Ufficio tecnico
32. Centrale Termica, Officina e Falegnameria, Lingeria

## Mezzi pubblici
L'entrata principale del Policlinico si trova in Piazza Giulio Cesare ed è raggiungibile con i seguenti mezzi pubblici:
- Linee di autobus dell'AMTAB: 6, 9, 10, 11, 11/, 20, 27, 35, D, E;
- Treni della Ferrovie Appulo-Lucane (FAL), stazione Bari Policlinico;

Inoltre, all'interno del Policlinico, effettua servizio una circolare interna con ausilio di bus elettrici (Navetta H) con frequenza di 10 minuti, dalle ore 6:30 alle ore 21:00 (ultima partenza), tutti i giorni inclusi i festivi. Effettua il capolinea presso l'uscita, all'interno del Policlinico, del Polipark. Il servizio di trasporto sul bus è gratuito.